# Hörsne med Bara församling
Hörsne med Bara församling var en församling i Visby stift. Församlingen uppgick 2006 i Dalhems församling.
Församlingskyrka var Hörsne kyrka.

## Administrativ historik
Församlingen har medeltida ursprung med namnet Hörsne församling. 1884 utökades församlingen med Bara församling och namnändrades. 
Församlingen var till 1884 moderförsamling i pastoratet Hörsne och Bara för att efter sammanslagningen 1884 till den 1 maj 1921 utgöra ett eget pastorat. Församlingen var från den 1 maj 1921 till 2006 annexförsamling i pastoratet Dalhem, Ganthem och Halla och Hörsne med Bara som 1962 utökades med Ekeby. Församlingen uppgick 2006 i Dalhems församling tillsammans med övriga församlingar i pastoratet.
Församlingskod var 098026.